# Madeline Miller
Madeline Miller (Boston, 24 luglio 1978) è una scrittrice statunitense, vincitrice dell'Orange Prize con il libro La canzone di Achille.

## Biografia

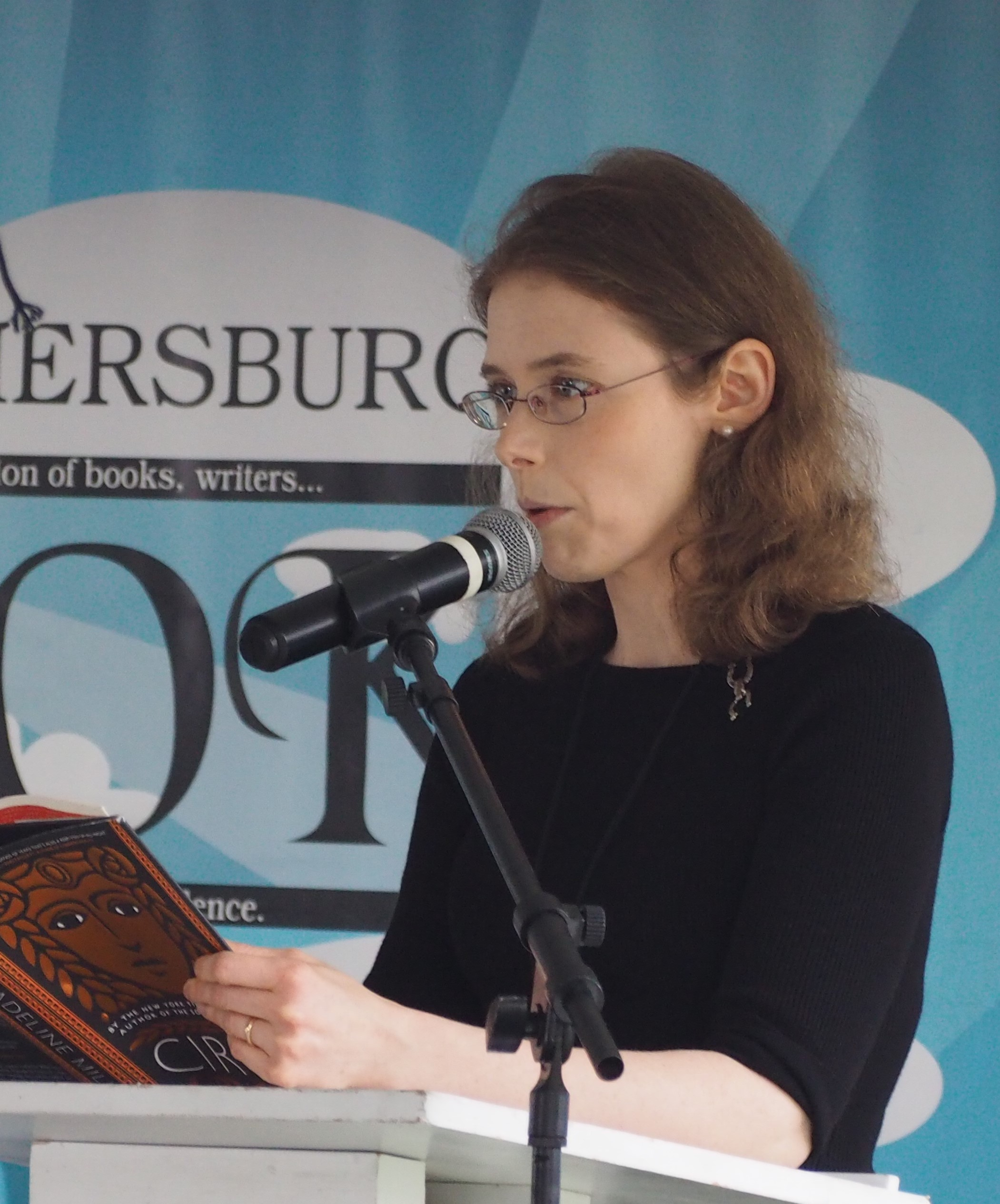
Madeline Miller a una conferenza di presentazione del romanzo Circe.

Nata a Boston ma cresciuta a New York e Filadelfia, Madeline Miller ha studiato lettere classiche alla Brown University e ha insegnato per anni greco e latino nei licei americani.
Nel settembre 2011 ha pubblicato il romanzo d'esordio, La canzone di Achille, la cui scrittura l'aveva impegnata per circa dieci anni. Il romanzo racconta la storia dell'amore tra Patroclo e Achille prima e durante la guerra di Troia e la scrittrice dichiara di aver usato come fonti Omero, Ovidio, Platone, Eschilo, Sofocle, Apollonio Rodio e Virgilio. Madeline Miller aveva già cominciato a interessarsi alla storia di Achille e Patroclo all'università, quando aveva diretto una produzione studentesca della tragedia shakespeariana Troilo e Cressida.
Nel 2018 pubblica il secondo libro, Circe, incentrato sulla figura della maga di Eea, al di là dell'episodio narrato da Omero nell'Odissea. Il romanzo viene accolto positivamente dalla critica ed è stato candidato al Women's Prize for Fiction, un premio che la Miller aveva già vinto con la sua opera di esordio nel 2013.

## Opinioni personali
Madeline Miller è femminista e si batte per i diritti delle donne. Queste posizioni traspaiono anche dai suoi libri, in particolare da Circe.

## Opere
- La canzone di Achille, collana Universale economica Feltrinelli, traduzione di Matteo Curtoni, Maura Parolini, Marsilio, 2019  [2011], ISBN 9788831780988.
- Galatea, traduzione di Marinella Magrì, Sonzogno, 21 ottobre 2021  [2013], ISBN 9788845403071.
- Circe, traduzione di Marinella Magrì, Marsilio, 14 gennaio 2021  [10 aprile 2018], ISBN 9788829706969.